# Gymnázium Ladislava Jaroše Holešov
Gymnázium Ladislava Jaroše v Holešově bylo založeno v roce 1899. Ve škole se vyučuje podle vlastního školního vzdělávacího programu Heuréka. Úspěšnost přijetí absolventů k dalšímu studiu se několik let pohybuje nad 96%. Gymnázium sídlí v původní budově z roku 1902 na ulici Palackého v Holešově, součástí areálu školy je nová přístavba tělocvičny a jídelny a venkovní sportovní hřiště. Školu tvoří 8 tříd osmiletého studia, které jsou označovány latinskými termíny prima – oktáva, a 8 tříd čtyřletého studia, přičemž v každém ročníku jsou otevírány 2 třídy (A, B).

## Historie

### Počátky
První žádost o zřízení školy byla podána v roce 1896, tuto žádost však moravský zemský sněm zamítl. Na základě druhé žádosti o otevření zemské vyšší reálky z roku 1898 bylo sněmem povoleno školu otevřít. Smlouvy byly podepsány 18. června 1899 v Holešově a 28. června 1899 v Brně. Prvním ředitelem se stal profesor Leopold Sach. Zápis do prvních ročníků proběhl 16.- 17. září 1899. Zapsáno bylo 72 žáků a byly proto otevřeny dvě třídy, ve kterých se začalo vyučovat 18. září 1899. Vyučovacím jazykem byla čeština. Výuka probíhala v provizorních prostorech bývalé holešovské radnice.
Vzhledem k nevyhovujícím prostorům, ve kterých probíhala výuka, začalo město přemýšlet o výstavbě nové školní budovy. Na zakoupeném pozemku v blízkosti nádraží na Palackého třídě se začalo stavět na jaře v roce 1901. V architektonické soutěži byl z 36 podaných návrhů na budovu školy vybrán plán architekta Antonína Turka, který byl na tehdejší dobu řešen velice moderně. Stavba byla dokončena v červenci 1902. Téhož roku 18. září byla budova také vysvěcena a předána k užívání.
Vzhledem k náročnosti studia, mnoho chlapců raději volilo studium na osmiletých gymnáziích v okolí. Proto 24. srpna 1908 požádala městská rada o změnu školy na reformní reálné gymnázium. I přes nesouhlas profesorského sboru bylo žádosti vyhověno od školního roku 1909/1910 byla školy změněna na reálné gymnázium. V té době byl také studentem školy (1907-1909) pozdější mezinárodně uznávaný architekt Bohuslav Fuchs, jehož potíže na škole mohly s těmito peripetiemi také souviset.
Během první světové války byla výuka na škole výrazně omezena. Část profesorů a žáků vyšších ročníků musela po vyhlášení mobilizace narukovat. Kvůli španělské chřipce musela být škola v říjnu 1918 na nějaký čas zavřena.

### Za “První republiky” a 2. světové války
Výuka na škole byla obnovena 5. listopadu 1918, to už však v nově vzniklém státě, Československé republice. Mezi změnami, které nastaly, bylo například také zrovnoprávnění studia dívek. Studenti si zřídili vlastní samosprávu a od roku 1930 funguje také rodičovské sdružení. Došlo také ke změně učebních osnov, liberalizaci a demokratizaci výuky. Na základě již několikáté žádosti byla škola 16. září 1936 postátněna s platností od 1. ledna 1939.
Od 1. října 1938 byl ředitelem školy Ladislav Jaroš, 1. listopadu 1939 byl však odvolán a později 18. června 1942 popraven Němci v Brně. Škola musela po celou dobu okupace čelit snahám o germanizaci a změnu výuky ve prospěch hitlerovského Německa. Jako první museli školu nuceně opustit studenti židovského původu. Za hanlivé nápisy proti Hitlerovi nalezené na školních záchodech byli zatčeni na žáci. Gestapo 22. ledna 1943 zatklo profesora RNDr. Rudolfa Plajnera, náčelníka Junáka, pro podezření ze styků se zahraničím.
Od roku 1943 bylo vyučování soustavně přerušováno. V roce 1944 byla v budově gymnázia umístěna střední škola evakuovaná z Berlína a od 9. listopadu bylo gymnázium zabráno jednotkami říšské pracovní služby. Od ledna do dubna 1945 bylo vyučování zastaveno, ale po krátkém obnovení výuky, byla budova opět zabrána ustupující armádou. Město Holešov bylo osvobozeno 6. května 1945. Vyučování bylo znovu zahájeno 17. května 1945. Komise, která zkoumala, zda se v profesorském sboru v době Protektorátu nevyskytli zrádci, nenašla žádná provinění. Byla zrušena výuka němčiny a na místo ní zavedena ruština.

### Mezi lety 1945 a 1989
Reforma školství v 2. polovině 40. let se projevila také na gymnáziu. Bylo zrušeno školné a od školného roku 1948/49 přešlo gymnázium na čtyřletou školu. Ve dnech 24.–26. června 1949 proběhly oslavy 50. výročí školy. Nová reforma školství v roce 1953 změnila čtyřletou školu na jedenáctiletou střední školu. Tento typ školy se však v praxi neosvědčil a tak byla škola další reformou změněna na střední všeobecně vzdělávací školu (SVVŠ), jejímž cílem byla příprava žáků na studium na vysokých školách. Počet žáků však neustále klesal a tak hrozilo úplné zrušení školy.
V roce 1965 byla od SVVŠ oddělena ZDŠ, což oběma školám prospělo. Od školního roku 1965/66 došlo ke změnám osnov a zřízení humanitní a přírodovědné větve. V letech 1961 až 1967 byla budova školy modernizována. Od školního roku 1968/69 byla opět zavedena čtyřletá gymnázia. Na základě vyhlášky byl na počátku 70. let odebrán čestný název Gymnázium Ladislava Jaroše. Od školního roku 1971/72 začalo gymnázium s dvanácti třídami fungovat plnohodnotně. Odchod 3. ZDŠ do nových budov umožnilo rozšíření školy o laboratoře. V roce 1978 opět došlo ke změně výuky na gymnáziu. Byly zavedené odborné předměty, které studenty měli připravit pro práci v různých odvětvích zemědělství a průmyslu. Osmdesátá léta jsou pro školu obdobím stagnace. V roce 1988 byl novým ředitelem jmenován PhDr. Jaroslav Motal.

### Po sametové revoluci
Demokratické změny po roce 1989 se promítly také do výuky na gymnáziu. Od 1. září 1990 bylo obnoveno osmileté gymnázium. Škole byl navrácen čestný název Gymnázium Ladislava Jaroše. Další ředitelem školy se stal František Mrázek a poté v roce 1992 PaedDr. Zdeněk Janalík, který z funkce odešel v roce 2005, kdy se stal senátorem. V roce 1992 byla také zahájena rozsáhlá rekonstrukce budovy školy. Nově byla vybudována sportovní hala, výdejna obědů, půdní vestavba s třídami pro estetickou výchovu a zeměpis, školní hřiště. V roce 1999 proběhly oslavy 100. a v roce 2009 110. výročí založení školy.

## Studium

### Školní vzdělávací program
Gymnázium bylo jednou z pilotních škol v projektu Pilot G/GP (Tvorba a ověřování pilotních ŠVP na vybraných gymnáziích). Škola má jeden ŠVP s názvem Heuréka pro osmiletý a čtyřletý obor.

### Výuka jazyků

#### Angličtina
Od primy osmiletého gymnázia i 1. ročníku čtyřletého gymnázia je povinné studium angličtiny jako prvního cizího jazyka. Do sexty a 2. ročníku činí hodinová dotace 3 hodiny týdně. V septimě a 3. ročníku poté 4 hodiny týdně, z nichž je jedna vedena rodilým mluvčím. V oktávě a 4. ročníku je hodinová dotace opět 3 hodiny týdně, studenti navíc mohou navštěvovat povinně volitelný předmět Konverzace v jazyce anglickém. V rámci konverzace je možné si vybrat zaměření: Jazykové dovednosti, Reálie anglicky mluvících zemí, Britská a americká literatura . Hodinová dotace předmětu konverzace v jazyce anglickém je 4 hodiny týdně, z čehož jedna je vedena rodilým mluvčím. Na nižším gymnáziu jsou používány učebnice Project, na vyšším Maturita Solution. Škola také poskytuje možnost navštěvovat placené přípravné kurzy ke složení zkoušky FCE.

#### Francouzština, němčina a ruština
Žáci osmiletého studia si od sekundy volí druhý cizí jazyk, a to francouzštinu, němčinu a ruštinu. V sekundě je zavedena výuka jazykové propedeutiky ve zvoleném jazyce. Od tercie žáci pokračují v běžné výuce zvoleného jazyka. Druhý cizí jazyk je povinný také od 1. ročníku čtyřletého studia. V posledním ročníku si žáci mohou jako povinně volitelný předmět vybrat Konverzaci z jazyce francouzském nebo Konverzaci v jazyce německém.

#### Latina
V 1. a 2. ročníku čtyřletého studia a odpovídajících ročnících osmiletého studia mají žáci možnost zvolit si jako třetí cizí jazyk latinu. Alternativou studia latiny je deskriptivní geometrie. Hodinová dotace jsou 2 hodiny týdně.

### Povinně volitelné předměty
V sekundě či 1. ročnících si žáci volí druhý cizí jazyk (francouzštinu,němčinu a ruštinu). Od kvinty a 1. ročníku si žáci vybírají zaměření estetické výchovy (hudební nebo výtvarné), toto zaměření pak studují v 1. a 2. ročníku, od 3. ročníku již estetická výchova není vyučována. Pro 1. a 2. ročník (kvintu a sextu) si žáci vybírají mezi studiem latiny nebo deskriptivní geometrie. Hodinová dotace těchto předmětů jsou 2 hodiny týdně.
Pro 3. a 4. ročník (septimu a oktávu) si žáci volí 2 dvouleté semináře z nabídky: matematika, fyzika, chemie, biologie, zeměpis, dějepis, společenské vědy, informatika. Hodinová dotace dvouletých seminářů jsou 2 hodiny týdně ve 3. ročníku a 4 hodiny týdně ve 4. ročníku.

Pro 4. ročník (oktávu) si žáci vybírají 2 semináře jednoleté z nabídky: matematika, fyzika, chemie, biologie, zeměpis, dějepis, informatika, latina, deskriptivní geometrie, informatika, politologicko-ekonomický seminář, literární seminář, konverzace v jazyce anglickém, francouzském a německém. Hodinová dotace jednoletých seminářů jsou 4 hodiny týdně.
V posledním ročníku studia si žáci také volí zaměření tělesné výchovy, škola nabízí tyto kurzy: míčové hry, squash, spinning, posilovna, plavání.

## Akce školy

### Výchovně vzdělávací akce
- Adaptační kurz pro nastupující ročníky
- Ministacionáře pro nižší gymnázium

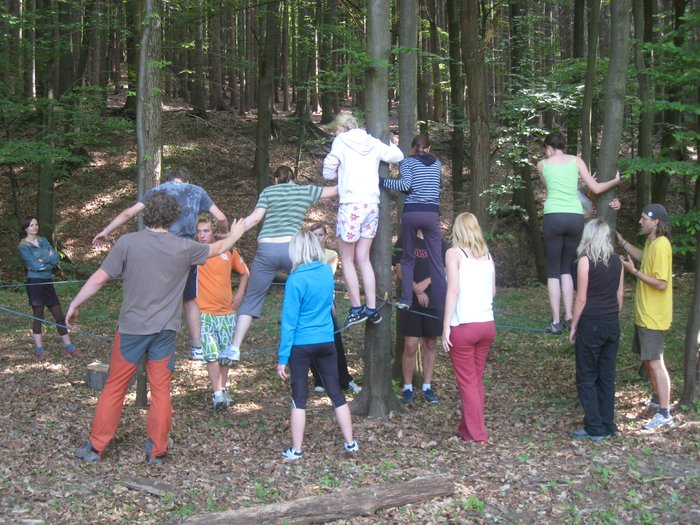
Sportovní stacionář

- Stacionáře pro vyšší gymnázium – týdenní stacionáře se, s výjimkou literárního stacionáře, konají v květnu během svaťáku, to znamená týden před maturitami. V každém ročníků žáci absolvují jeden z tematicky zaměřených kurzů, během nichž si prohloubí a v praxi vyzkouší své znalosti a dovednosti v odpovídajících vyučovacích předmětech.
  - Společenskovědní stacionář pro 1. ročníky a kvintu – jako jediný tento stacionář není pobytový, ale je řešen formou jednodenních výjezdů do měst v regionu (Kroměříž, Zlín, Uherské Hradiště a další). Stacionář je zaměřen na seznámení s činností státní správy a samosprávy v obci, okrese a kraji.
  - Přírodovědný stacionář pro 2. ročníky a sextu – koná se v CHKO Moravský kras v městysi Jedovnice. Náplň stacionáře je směřována k praktickému osvojení a vyzkoušení si znalostí získaných v předmětech biologie, chemie, fyzika a zeměpis.
  - Sportovní stacionář pro 3. ročníky a septimu – koná se v rekreační oblasti na Rusavě v Hostýnských vrších. Součástí programu je cyklistický výjezd, orientační běh, osvojení si základů vodáctví, program na lanových překážkách či zásady první pomoci s vyzkoušením si ošetření zranění.
  - Literárně historický stacionář pro 4. ročníky a oktávu – na rozdíl od ostatních stacionářů se koná na začátku září. Odehrává se v Praze, součástí programu je prohlídka historických objektů, výstav ale také exkurze v Poslanecké sněmovně a Senátu Parlamentu ČR.
- Lyžařský výcvikový kurz – pro žáky tercie (odpovídající ročník 8. třídě ZŠ) se lyžařský kurz koná v České republice, žáci prvního ročníku čtyřletého studia a kvinty kurz absolvují v Alpách
- Exkurze
- Zahraniční jazykově poznávací zájezdy
- Vodácký výběrový zájezd
- Cykloturistický výběrový zájezd a cyklokemp

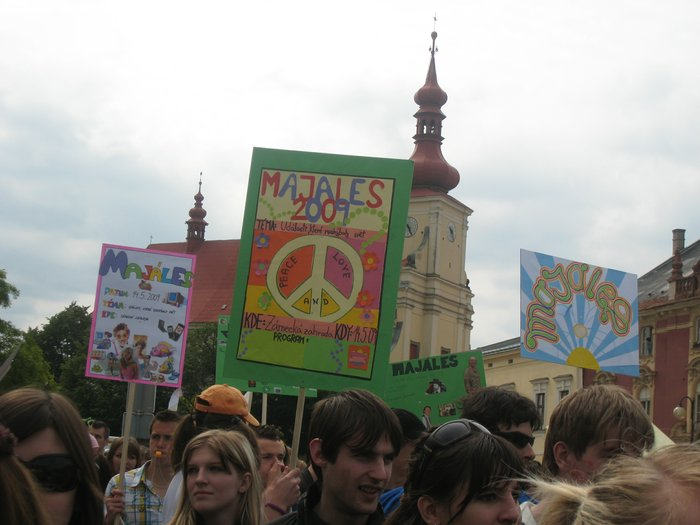
Majáles 2009

- Peer program

### Další pravidelné akce školy
- Den jazyků
- Beánie – vítání nových studentů
- Den otevřených dveří
- Mikuláš
- Vánoční den
- Ples školy
- Majáles
- Rozloučení s maturanty

## Osobnosti školy

### Ředitelé
Seznam ředitelů školy dle sborníku 70 let střední školy v Holešově. 1899-1969:
| Jméno ředitele              | Doba působení        |
| --------------------------- | -------------------- |
| Leopold Sach                | 1.9.1899–30.8.1910   |
| Jaroslav Sobotka            | 1.9.1910–30.8.1930   |
| Ladislav Jaroš              | 1.9.1930–30.8.1931   |
| Alois Blažek                | 1.9.1931–31.10.1937  |
| Ladislav Jaroš, správce     | 1.11.1937–30.9.1938  |
| Ladislav Jaroš              | 1.10.1938–1.11.1939  |
| Josef Kolář                 | 2.11.1939–31.3.1941  |
| Josef Waldmann              | 1.4.1941–30.11.1941  |
| Vladimír Filip              | 1.12.1941–31.4.1942  |
| Josef Vaněk                 | 1.4.1942–31.7.1945   |
| Rudolf Plajner, správce     | 1.8.1945–30.9.1945   |
| Vladimír Filip              | 1.10.1945–31.5.1949  |
| Josef Strnadel              | 1.6.1949–31.7.1951   |
| Ferdinand Žůrek             | 1.8.1951–11.4.1958   |
| Lubomír Janiš               | 11.4.1958–31.7.1958  |
| Miroslav Logaj              | 1.8.1958–1.2.1962    |
| Zdeněk Stojan               | 1.8.1965–1970        |
| Oldřich Švehla              | 1970–1988            |
| PhDr. Jaroslav Motal        | 1988–1990            |
| František Mrázek            | 1990–1992            |
| PaedDr. Zdeněk Janalík      | 1992–2005            |
| Mgr. Blažena Kubíčková      | 2005–2012            |
| PaedDr. Zdeněk Janalík      | 2012–2024            |
| Mgr. Miriam Kuczmanová, MBA | 2024- do současnosti |

### Učitelé
- Jaromír Gogela, st. – učitel (na holešovském gymnáziu od roku 1938), badatel, básník
- Ladislav Jaroš – profesor a ředitel školy, čestný občan města Holešov, zastřelen nacisty 18. června 1942
- Miloslav Krajcárek – učitel, major, antifašista
- RNDr. Rudolf Plajner – profesor, skaut – náčelník Junáka
- PhDr. Česlav Zapletal – učitel, historik, spisovatel, kronikář

### Absolventi
- Antonín Andrlík – student, v letech 1938–1960 učitel na holešovském gymnáziu, lingvista a historik
- Vladimír Kýn – student, akademický sochař, autor busty Jiřího Wolkera, která je umístěna před holešovským
- PhDr. František Pavlíček – student, dramatik, spisovatel, scenárista, ředitel Divadla na Vinohradech
- Jan Schneeweis – student, hudební skladatel a hudební spisovatel, publicista
- František Sklenář – student, vysokoškolský profesor, významný odborník železničních staveb
- profesor MUDr. Miroslav Tomšů, CSc. – student, vědec a vysokoškolský pedagog
- Josef Utěkal – model, Elite Model Look Czech Republic
- Jožka Vaverka – student, národopisný a kulturní pracovník
- Oldřich Vyhlídal – student, básník a překladatel
- Ludwig Winder – student, žurnalista a německy píšící českožidovský spisovatel

### Studující
- Bohuslav Fuchs – student, respektovaný architekt evropského významu, průkopník [Moderní architektura|moderní architektury], vyloučen pro vydávání školního časopisu